# Бартенев, Эдгар Гинерович
Эдга́р Гинерович Барте́нев — российский сценарист, режиссёр, поэт и прозаик. Член Гильдии кинорежиссёров России.

## Биография
Родился 23 августа 1966 в городе Казань.
10 лет работал врачом в клиниках Казани. Заочно учился кинодраматургии во ВГИКе.
В 1999 году, поступил на курс к Алексею Юрьевичу Герману, переехал в Москву. В 2001 году закончил Высшие курсы сценаристов и режиссёров (мастерская Алексея Германа и Светланы Кармалиты).
Резидент Каннского кинофестиваля, 2002—2003. Каннский кинофестиваль отметил фильмы (official selection): «Одя», 2003 и «Вальс», 2001. Фильм «Одя» (2003). Демонстрировался в программе «Двухнедельник режиссёров» 56-го Каннского фестиваля.
В 2007 году Э.Бартенев совместно с режиссёром студии документальных фильмов А.Гусевым провёл 3-дневный мастер-класс в рамках студенческого кинофестиваля «Зеркало».
В рамках мастер-класса (на котором присутствовали группы из 5 стран) участниками были сняты 6 короткометражных фильмов:
- «Неслучайность» — победитель фестиваля «Зеркало 2007» (в рамках мастер-класса),
- «Тебе»,
- «Dinner Time»,
- «Indifference»,
- «It’s never late to close the door»
- «Uncertainty».

В настоящий момент Бартенев является режиссёром Санкт-Петербургской студии документальных фильмов, а также преподавателем кафедры Кино-фотоискусств в СПбГУКИ.

## Общественная позиция
В марте 2014 г. подписал письмо «Мы с Вами!» КиноСоюза в поддержку Украины.

## Творчество

### Фильмография
- 1999 — Грядки
- 2001 — Вальс
- 2003 — Одя
- 2006 — Яптик-Хэсе
- 2008 — Нярма
- 2010 — Ломовая лошадь истории

### Сценарист
- 2005 — Странник — участие в сценарии
- 2007 — Инзеень-малина — сценарист

В фильме Война — второй режиссёр